# Wolf von Möllendorff
Wolf Max Wichard von Möllendorff (* 25. Oktober 1908 in Frankfurt (Oder); † 20. September 1992 in Berlin) war ein deutscher Architekt, der vor allem Sakral-, Schul- und Wohnbauten schuf.

## Leben und Wirken

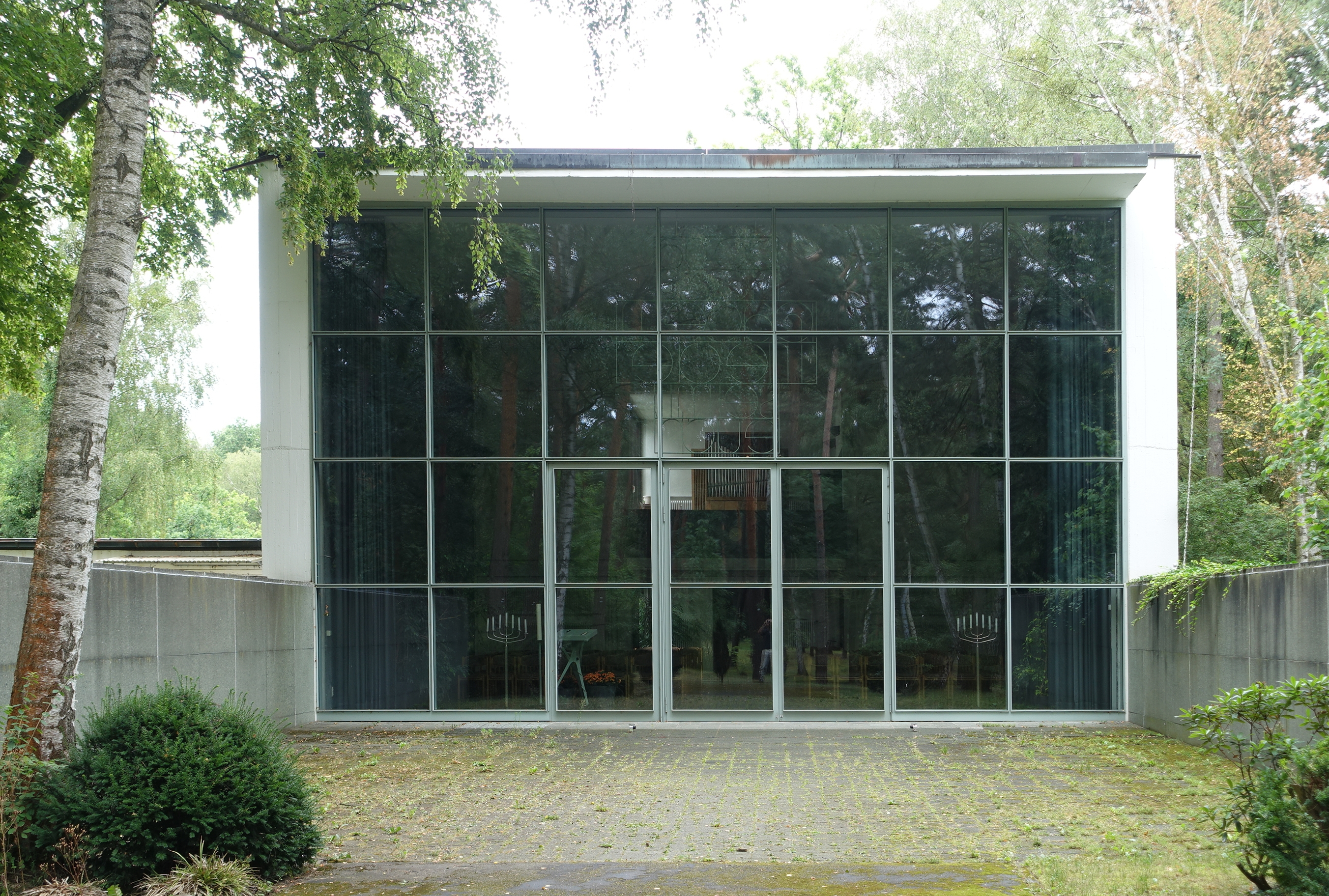
Feierhalle, Waldfriedhof Zehlendorf, Berlin (1957)

Wolf von Möllendorff war der Sohn des preußischen Hauptmanns Kurt von Möllendorff (1871–1917), einem Nachfahren des Generalfeldmarschalls Wichard von Möllendorf, und der Gertrud Bothe (* 1881). Er studierte Architektur an der Technischen Hochschule Berlin, unter anderem bei Heinrich Tessenow, und schloss das Studium 1935 mit dem akademischen Grad Diplom-Ingenieur ab. Im gleichen Jahr heiratete er Gerda Braun (1910–2000). Anschließend war er im Büro Werner March tätig, später als leitender Architekt beim Bau von Verkehrsfliegerschulen. Von 1939 bis 1960 lehrte er an der Ingenieurschule für Bauwesen Berlin. 1960 wurde er zum Leiter der Hochbauabteilung der Ingenieurschule gewählt und in Berlin auch Direktor der Akademie für Werkkunst und Mode (einer  einer Vorgängerinstitution der Universität der Künste Berlin).

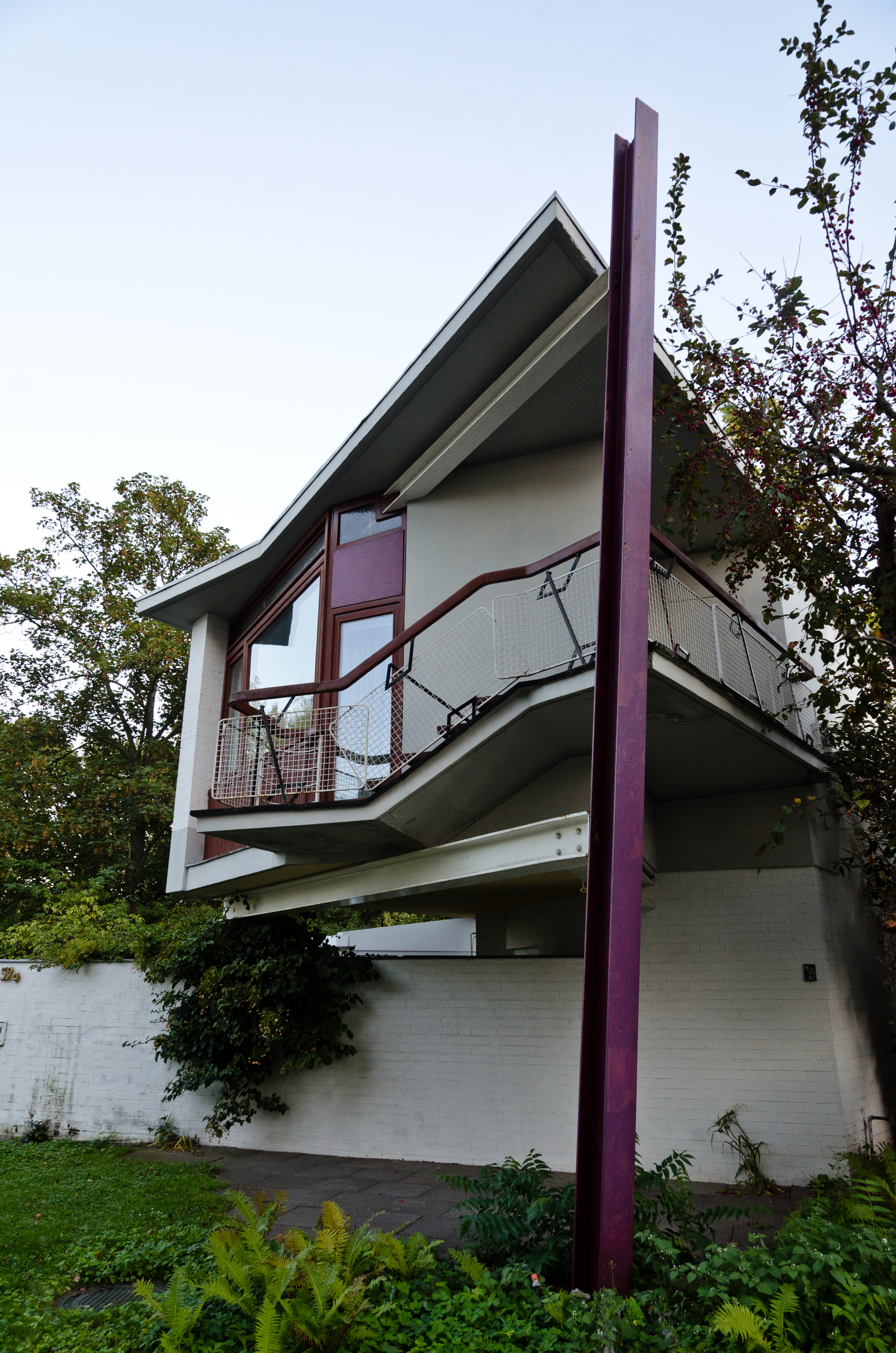
Händelallee 59, Berlin-Hansaviertel (1957)

In der Zeit nach dem Zweiten Weltkrieg war er in Berlin und darüber hinaus insbesondere im Siedlungs-, Wohnungs-, Sakral- und Schulbau tätig. Gemeinsam mit Sergius Ruegenberg, mit dem er von 1953 bis 1959 ein gemeinsames Büro führte, beteiligte er sich 1957 an der Interbau. Im vorangegangenen Wettbewerb erhielten sie den 3. Preis. Von 1960 bis 1971 war er Direktor der Meisterschule für das Kunsthandwerk Berlin. Bis 1985 hatte er bereits über 20 Wettbewerbspreise erhalten. Von Möllendorff war Mitglied im BDA.

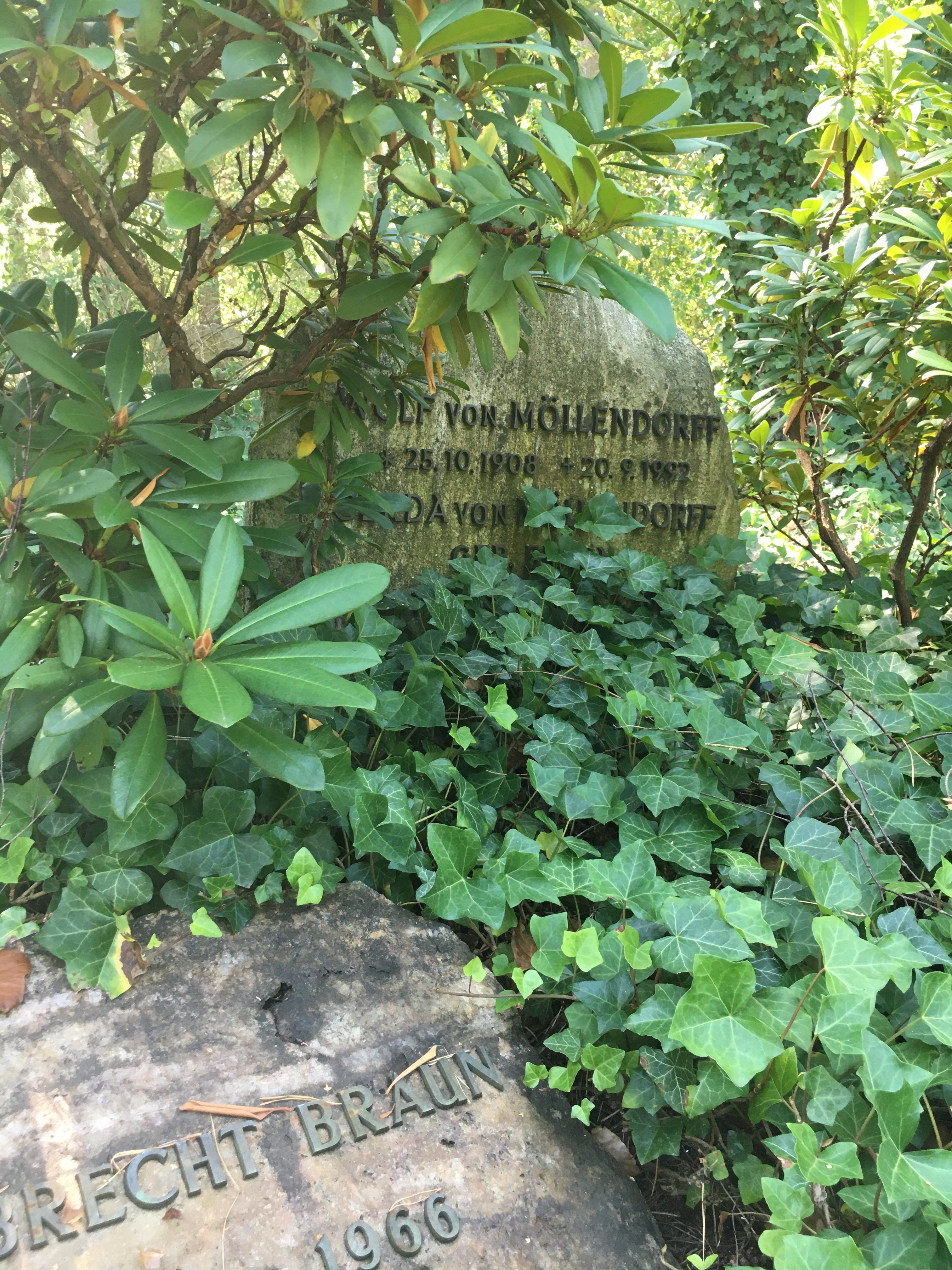
Grabstätte

Seine Tochter Ulrike (1939–2017) war als Journalistin und Fernsehmoderatorin tätig, sein Sohn Michael (* 1937) ist Architekt, sein Sohn Wolf-Gernot (1942–2000) war Reisebürokaufmann. Wolf von Möllendorff fand seine letzte Ruhestätte auf dem Waldfriedhof Zehlendorf (Feld 060-19).

## Ehrungen
- 1989: Verdienstkreuz 1. Klasse der Bundesrepublik Deutschland
- 1958: Ritter im Johanniter-Orden
- 1962: Aufnahme in den Deutschen Werkbund
- 1964/1968: Gewähltes Mitglied im Vorstand des BDA
- 1992: Die Akademie der Künste Berlin übernimmt die vorhandenen beruflichen Unterlagen, Pläne, Texte und dergleichen in ihr Archiv.

## Bauten
- 1933: Einfamilienhaus Hohen Neuendorf bei Berlin
- 1947–1949: Landbauberater der Provinzialregierung Mark Brandenburg – Potsdam, Siedlungs- und Hofplanungen
- 1952–1953: Dorfbebauungspläne und Siedlungshausplanungen für die Orte Anrath, Neviges, Pont, Röspe Rheda und Berlin-Buckow
- 1953: Mehrfamilienhaus Berlin-Steglitz
- 1955: Kirchenbau Dritte Kirche Christi Berlin
- 1956–1957: Feierhallen des Waldfriedhofs Zehlendorf in Berlin-Zehlendorf, mit Sergius Ruegenberg
- 1957: Andreas-Hermes-Siedlung für Nebenerwerbs-Landwirte in Berlin-Rudow (im Rahmen der Interbau)
- 1957: Haus Händelallee 59 im Hansaviertel in Berlin (im Rahmen der Interbau), mit Sergius Ruegenberg
- 1958: Mehrfamilienhaus Berlin-Steglitz
- 1959: Mehrfamilienhaus Berlin-Kreuzberg
- 1959: Einfamilienhaus in Berlin-Eichkamp
- 1960: Industriehalle Berlin-Siemensstadt mit Sohn Michael
- 1960: Deutscher Soldatenfriedhof in Beauvais/Frankreich mit Sohn Michael
- 1964: Grundschule Berlin-Reinickendorf
- 1963: Glockenbau des Waldfriedhofs Zehlendorf in Berlin-Zehlendorf
- 1966–1969: Hugo-Heimann-Schule in Berlin-Neukölln
- 1966: Zweifamilienhaus Bernau am Chiemsee
- 1967: Feierhalle mit Glockenturm Berlin-Tempelhof
- 1968: Schulanlage für die Französische Schutzmacht mit Kantine, Sporthalle und -platz, Direktorenvillen, Lehrerwohnbauten
- 1969: Grundschule Berlin-Marienfelde
- 1970: Wintergarten „Pavillon du Lac“ in Berlin-Tegel
- 1971: Waldoberschule Berlin-Charlottenburg
- 1972: Entwicklung typisierte Grundschule – Teamarbeit „Standardisiertes Grundschulprogramm Berlin“
- 1972–1975: Künstlerische Oberleitung und Lageplanung für zehn typisierte Grundschulen
- 1972–1975: Ausführungsplanung Wohnhochhäuser Berlin-Buckow-Rudow (Gropiusstadt) für etwa 500 Wohnungen aufgrund eines Wettbewerbsgutachtens 1962, mit Sohn Michael
- 1975: Französische Vorschule für die Französische Schutzmacht
- 1976–1977: Schulneubau mit Kindertagesstätte Berlin-Neukölln
- 1977–1978: Oberstufenzentrum Landwirtschaft Berlin-Zehlendorf mit Klassengebäuden, Sporthalle, Gewächshäusern, mit Sohn Michael
- 1978: Einfamilienhaus Aschau im Chiemgau
- 1979: Schulerweiterung Berlin-Neukölln
- 1980: Schulerweiterung Französische Schutzmacht
- 1982–1986: Französisches Jugendhaus mit Sportanlagen, Film- und Musikräumen, mit Sohn Michael
- 1934–1966: Teilnahme an ca. 50 Wettbewerben, davon Erlangung von über 20 1.–3. Preisen und Ankäufen.

## Schriften
- Lebendiges Bauen. 1953
- „Sprechende Arbeitsblätter“ (Konstruktionszeichng. 180 Bl.) für die Zeitschrift BAUWELT (1955–1957).
- Im Gespräch mit der Schöpfung. 11 Hefte. 1966–1970.
- Der beflügelte Mensch. 1992.